# Torre campanario del colegio San Francisco Javier
La Torre campanario del colegio San Francisco Javier es un monumento histórico de estilo gótico localizado en la ciudad de Puerto Montt, en la Región de Los Lagos, Chile. Fue construida en 1894 y era parte de la Iglesia de los Padres Jesuitas.
Pertenece al conjunto de monumentos nacionales de Chile desde el año 1997, en virtud del decreto N.° 975 del 25 de septiembre del mismo año; se encuentra en la categoría «Monumentos Históricos».

## Historia

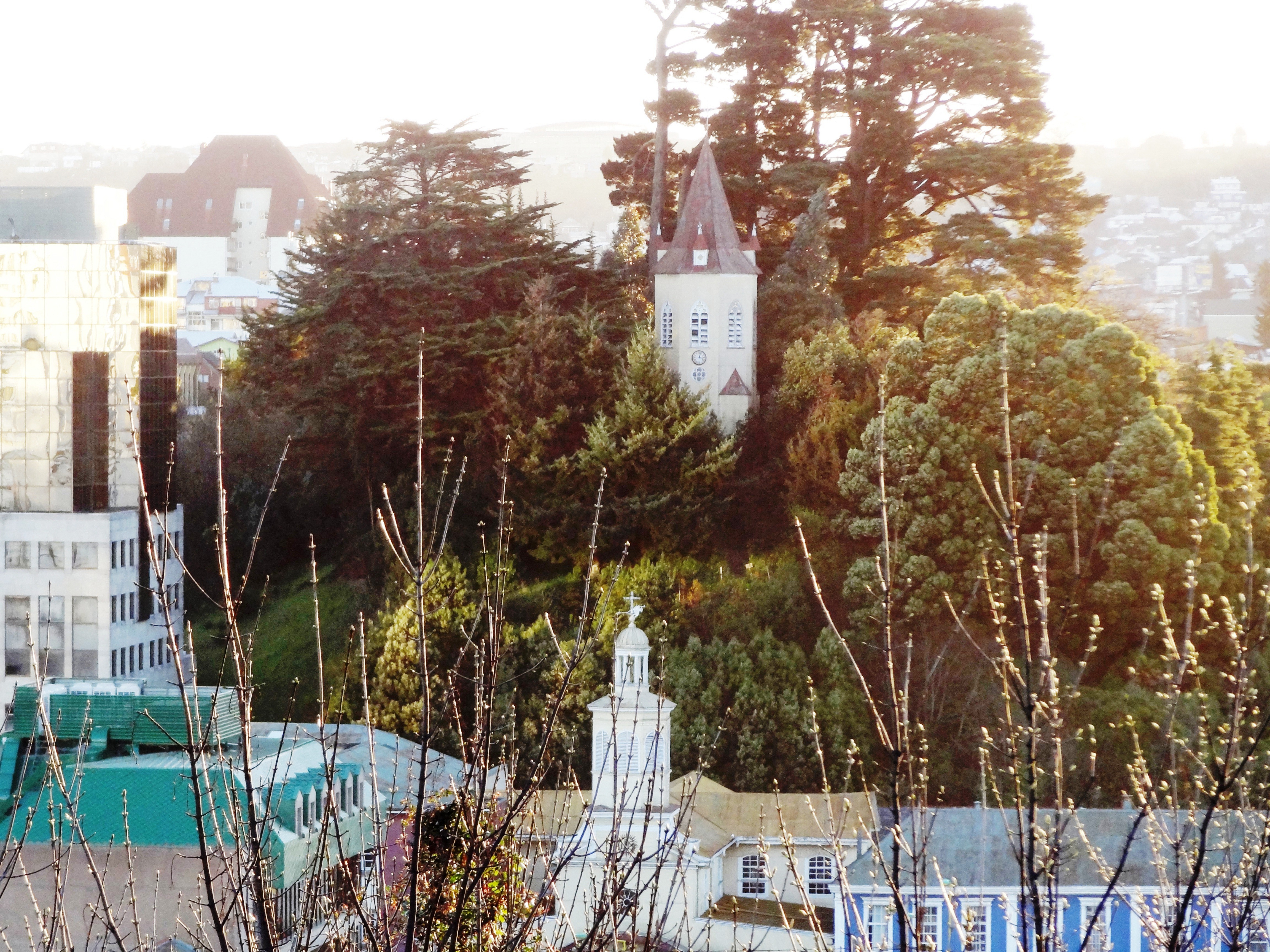
Vista del campanario.

La decisión de emplazar una torre campanario para la Iglesia de los Reverendos Padres Jesuitas la habría tomado el padre Lorento Wolter —rector del Colegio San Francisco Javier— alrededor de 1893, mientras que la construcción se le habría encargado a Teodoro Langenbach.
La torre se encuentra emplazada en un cerro localizado en el centro de la ciudad de Puerto Montt. Posee cuatro campanas provenientes de Austria que se instalaron en 1894, —en honor a San Ignacio de Loyola, San José, el Sagrado Corazón y la Virgen Inmaculada—  y un reloj que se incluyó en la torre alrededor de 1905; este último provenía del Colegio San Ignacio de Santiago, y ha funcionado ininterrumpidamente, salvo en 1936 cuando se realizó una limpieza.
En términos arquitectónicos, la estructura se circunscribe a un estilo gótico y posee una altura de 21 metros. Este bien patrimonial «es una construcción estructurada en madera, osiblemente en mañío o alerce, forrado en planchas de zinc corrugado, con ventanas semiojivales, con rosetones, y cubierta tipo gótico, con pequeños minaretes coronados con cruces en sus puntas».